# Macroteleia viticola
Macroteleia viticola är en stekelart som beskrevs av Kononova och Pyotr N.Petrov 2003. Macroteleia viticola ingår i släktet Macroteleia och familjen Scelionidae. Inga underarter finns listade i Catalogue of Life.